# Shaft (2019)
Shaft is een Amerikaanse actiefilm uit 2019 onder regie van Tim Story. De film ging in de Verenigde Staten op 14 juni 2019 in première, internationaal werd de film door Netflix uitgebracht op 28 juni 2019.

## Plot
Na een mislukte moordaanslag op Shaft, zijn vrouw Maya en hun zoon JJ, besluit Maya om Shaft te verlaten en hun zoon buiten het riskante leven op te laten groeien. 25 jaar later werkt John "JJ" Shaft junior als beveiligingsexpert bij de FBI. Zijn jeugdvriend Karim blijkt plots te zijn overleden aan een overdosis. JJ vertrouwt het niet en besluit om zijn vader op te zoeken.
Shaft is privé-detective en is bereid om zijn zoon te helpen met de zaak. Ze starten een onderzoek en komen in de onderwereld van Harlem terecht. Aanvankelijk verloopt de samenwerking tussen Shaft en JJ niet vlekkeloos, er blijkt een verschil van werkwijze tussen de generatie aanwezig. Wat JJ niet weet is dat vader Shaft een persoonlijke rekening te vereffenen heeft met drugbaas Pierro "Gordito" Carrera. In een poging om bewijsmateriaal te verzamelen wordt JJ's vriendin Sasha gegijzeld. John Shaft senior wordt ingeschakeld en het drietal probeert om Sasha uit de handen van Gordito te redden.

## Rolverdeling
- Samuel L. Jackson - John Shaft
- Jessie T. Usher - John "JJ" Shaft junior
- Richard Roundtree - John Shaft senior
- Alexandra Shipp - Sasha Arias
- Regina Hall - Maya Babanikos
- Titus Welliver - FBI-baas Vietti
- Isaach de Bankolé - Pierro "Gordito" Carrera
- Method Man - Freddy P.
- Avan Jogia - Karim Hassan
- Lauren Vélez - Bennie Rodriguez